# Midden-Duitsland

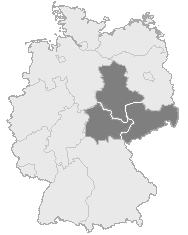
De deelstaten Thüringen, Saksen en Saksen-Anhalt

Midden-Duitsland  (Duits: Mitteldeutschland) is de aanduiding die wordt gebruikt voor het midden van Duitsland. Sinds de Duitse hereniging worden dikwijls de deelstaten Thüringen, Saksen en Saksen-Anhalt onder Midden-Duitsland geschaard. De regionale omroep voor de drie deelstaten heet dan ook Mitteldeutsche Rundfunk.
In het verleden golden andere definities voor het begrip Mitteldeutschland:
- In de eerste helft van de 20e eeuw werden de industriegebieden rond Halle (Saale) en Leipzig aangeduid als het Mitteldeutsche Industrierevier. Dit gebied lag centraal in het Duitse Rijk
- Ten tijde van de Koude Oorlog werd in de Bondsrepubliek met het begrip Mitteldeutschland de DDR aangeduid. Hiermee werd tot uiting gebracht dat de gebieden ten oosten van de Oder-Neissegrens ook tot Duitsland gerekend werden.

## Geografie
In Midden-Duitsland liggen diverse Duitse middelgebergtes. In het westen ligt de Harz, in het zuidwesten het Thüringer Wald en het Frankenwald en in het zuidoosten het Ertsgebergte. Naar het noorden is het gebied vlakker en wordt doorkruist door de rivieren de Elbe, de Saale, de Mulde en de Schwarze Elster.

## Taal

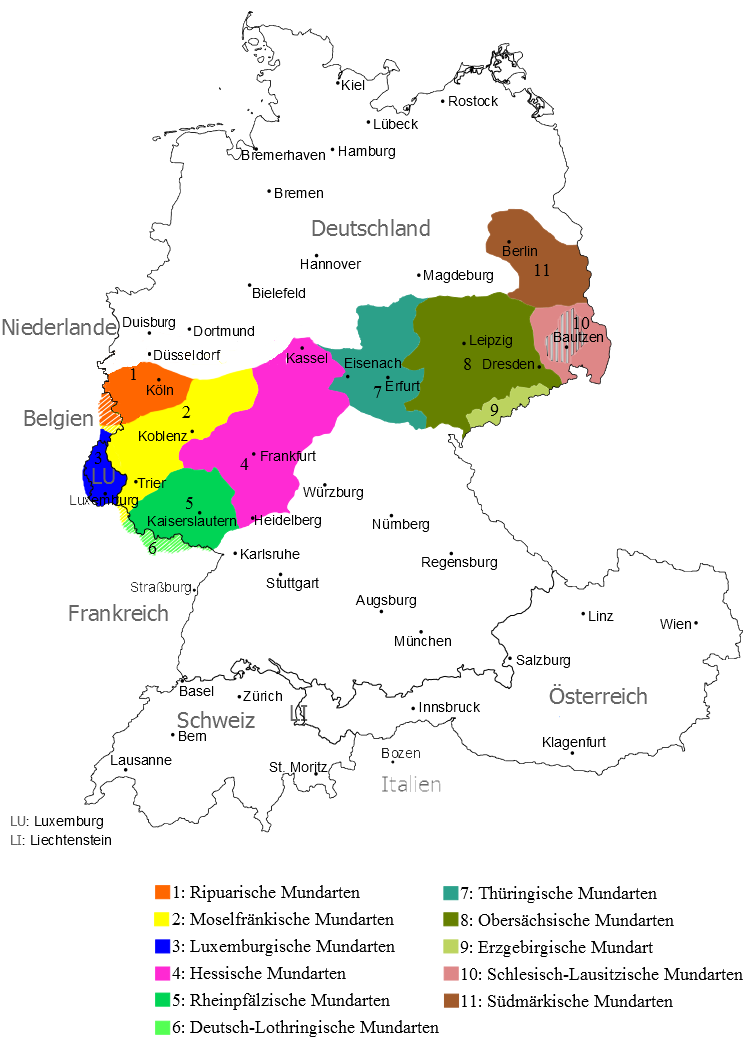
Taalgebied van de Middenduitse dialecten

Taalkundig omvat Midden-Duitsland een ander gebied, namelijk het overgangsgebied tussen de Opperduitse dialecten en de Nederduitse dialecten, het gebied waar de Middelduitse dialecten gesproken worden. In die zin strekt Midden-Duitsland zich uit tot aan de grens met de Benelux-landen.